# Стационе (Прато)
Стационе је насеље у Италији у округу Прато, региону Тоскана.
Према процени из 2011. у насељу је живело 37 становника. Насеље се налази на надморској висини од 41 м.